# Gundaker Thomas Starhemberg
Gróf Gundaker Thomas Starhemberg, magyarosan Starhemberg Gundakar Tamás (Bécs, 1663. december 14. – Prága, 1745. július 8.) Ernst Rüdiger von Starhemberg féltestvére, pénzügyi szakember, az Udvari Kamara elnöke, 1716-tól a Titkos Pénzügyi Konferencia elnöke.

## Fordítás
- Ez a szócikk részben vagy egészben  a   Gundaker Thomas Starhemberg című német Wikipédia-szócikk ezen változatának fordításán alapul.  Az eredeti cikk szerkesztőit annak laptörténete sorolja fel. Ez a jelzés csupán a megfogalmazás eredetét és a szerzői jogokat jelzi, nem szolgál a cikkben szereplő információk forrásmegjelöléseként.